# Марцін Войцеховський
Ма́рцін Ри́шард Войцехо́вський (пол. Marcin Ryszard Wojciechowski, нар. 7 вересня 1975, Варшава, ПНР) — польський журналіст, режисер, сценарист, автор неігрового кіно. Автор картин «За Німан» («Za Niemen», 1999) та «Чекаючи на Міньян» (Czekając na Minjan, 2000), присвячених долі білоруських поляків та польських євреїв. Публіцист, оглядач польського щоденника «Gazeta Wyborcza». Вільно володіє англійською, французькою, польською, російською та українською мовами. Речник Міністерства закордонних справ Польщі (2013—2015).

## Біографія
Закінчив Варшавський університет. З 1998 року працював журналістом в редакції «Газети Виборчої». Був військовим кореспондентом під час війни в Косово, свідком війни НАТО та Югославії, зміщення Слободана Мілошевича.
Як фахівець по Східній Європі, він багато років працював кореспондентом «Газети Виборчої» у Києві та Москві. Постановник документальних фільмів «За Німаном» (1998) і «В очікуванні міньян» (2000), пов'язаних з історичними та суспільними темами, в тому числі історією білоруських поляків та польських євреїв. Крім того, він автор статей, які висвітлюють польсько-українські відносини під час Другої світової війни.
Протягом двох років був віце-президентом правління Фонду Міжнародної Солідарності, який втілює проекти з демократизації, польського міністерства закордонних справ у різних регіонах світу. Він є прихильником ідеї Східного партнерства та є експертом у справах Східної Європи.
У 2013 році призначений прес-секретарем Міністерства закордонних справ Польщі..
9 липня 2015 року Комісія Сейму з закордонних справ затвердила кандидатуру Марціна Войцеховського на посаду Надзвичайного і Повноважного Посла Польщі в Україні, котра пізніше була відкликана.

## Автор книг
- «Помаранчевий майдан» — про українські події у 2005 році.
- Колекція текстів «Волинь 1943–2008. Примирення»

## Нагороди та відзнаки
- Премія польсько-українського примирення (21.08.2010)[5].
- Орден «За заслуги» III ступеня (23.08.2011) — за вагомий особистий внесок у зміцнення міжнародного авторитету України, популяризацію її історичної спадщини і сучасних досягнень та з нагоди 20-ї річниці незалежності України[6].